# Луси Певънзи
Луси Певънзи (на английски: Lucy Pevensie) е измислена героиня от фентъзи-поредицата за деца на К. С. Луис - „Хрониките на Нарния“. Луси е по-малката от двете сестри и най-малкото от четирите деца от семейство Певънзи. Тя първа попада в страната Нарния, където среща фавна Тумнус.
Луси е спомената в следните книги от поредицата – в „Лъвът, Вещицата и дрешникът“ (където е 9-годишна), в „Принц Каспиан“, а като възрастна – в „Брий и неговото момче“ и в романа „Плаването на „Разсъмване““.